# Czarne
Czarne là một thị trấn thuộc huyện Człuchowski, tỉnh Pomorskie ở bắc Ba Lan. Thị trấn có diện tích 46 km². Đến ngày 1 tháng 1 năm 2011, dân số của thị trấn là 5938 người và mật độ 128 người/km².